# Llista de jutges de Càller
Els jutges de Càller (en realitat Calaris) foren els sobirans del Jutjat de Càller a Sardenya.

## Llista de jutges
- Marià Salusi I ?-1058
- Orsoc Torxitori I 1058-1089
- Constantí Salusi II de Càller 1089-1091
- Torbè 1091-?
- Marià Torxitori II de Càller ?-1130
- Constantí Salusi III de Càller 1130-1163
- Barisó de Càller 1163-1164
- Pere Torxitori III de Càller de Lacon, 1163 o 1164-vers 1180 (Pere de Càller-Torres)
- a Pisa administrat per senyors feudals vers 1180-1184
- Pere Torxitori III de Càller de Lacon (segona vegada) 1184-1188 (Pere de Càller-Torres)
- Obert de Massa de Còrsega 1188-1189
- Guillem Salusi IV de Càller 1189-1214
- Beneta de Massa 1214-1232
- Barisó II d'Arborea 1214-1217 (Barisó Torxitori IV de Càller)
- Lambert Visconti de Gallura 1220-1225
- Enric de Capraia 1227-1229
- Rinaldo Glandi 1230-1232
- Ubald Visconti, regent de facto 1216-1230
- Ubald I Visconti de Gallura, regent de facto 1231-1232
- Guillem Salusi V de Càller 1232-1250
- Joan Torxitori V de Càller 1250-1256 (Cià de Càller)
- Guillem Salusi VI de Càller 1256-1258
- Repartit entre el Gherardesci (pisans), Arborea i Gallura el 1258. El terç de Gallura fou unit a Pisa el 1287.
- Conquesta Corona d'Aragó 1323-1324.